# Ford Royale
A Versailles Royale é uma perua derivada do Versailles, produzida pela Ford entre 1992 e 1996. Foi criada na época da Autolatina, união entre Ford e Volkswagen do Brasil que durou de 1987 a 1995, e que previa intercâmbios de tecnologias e até modelos inteiros. Foi o caso da Royale, que na verdade era uma Volkswagen Quantum com detalhes retrabalhados para integrar-se à gama Ford, mas sem deixar a estrutura da então marca-parceira. Na verdade, tanto a Royale como o Versailles eram produzidos na fábrica da Volkswagen.
A associação tinha como estratégia lançar as versões de duas e quatro portas uma para cada marca, evitando assim o chamado canibalismo interno de vendas. A ideia era deixar a carroceria três portas para a Royale simbolizando homenagem à sua antecessora, Belina, que vendeu bem com essa configuração por todo o seu ciclo de vida. Mas os diferentes costumes da década de 1990 fizeram a Royale amargar vendas sempre menores que às da "irmã original" da VW, fato que na verdade se repetiu com todos os modelos de tecnologia híbrida entre as duas fabricantes.
Alguns anos depois, a Royale chegou a receber uma leve reestilização seguindo sua variação sedã, e finalmente recebeu também a opção das cinco portas. Estas leves mudanças tinham o objetivo de integrá-los um pouco mais à linha Ford que então começava a adotar novos padrões na Europa, mas também coincidiram com os momentos finais da Autolatina. Isso levou ao fim da produção do modelo depois de cinco anos em linha, para ser substituída indiretamente pela Ford Mondeo Wagon.

## Versões
- GL 1.8/1.8i (2 e 4 portas)
- GL 2.0/2.0i (2 e 4 portas)
- Ghia 2.0/2.0i (2 e 4 portas)

## Imagens
- Visão dianteira.Visão dianteira.
- Visão traseira.Visão traseira.